# Joris Mertens
Pour les articles homonymes, voir Mertens.
Joris Mertens, né en 1968, est un auteur de bande dessinée et artiste belge flamand. Après une longue carrière dans le cinéma et la télévision, il accède à la notoriété en 2019 avec la bande dessinée muette Béatrice.

## Biographie
Joris Mertens naît en 1968 en Belgique. Artiste flamand et malinois, il étudie la bande dessinée à Schaerbeek, sur les bancs de Sint-Lukas. Il est issu du milieu du cinéma et de la télévision, où il a travaillé pendant près de trente ans. Il a exercé les fonctions de storyboarder, accessoiriste et photographe pour des décors de cinéma, travaillent aussi sur les effets visuels. Il est aussi décrit comme « graphiste et directeur artistique dans le monde du cinéma ». Le métier de photographe de plateau, spécialisé dans les décors de cinéma, transparaît dans son œuvre.
En 2019 paraît sa première bande dessinée, une narration muette : Béatrice. L'héroïne en manteau rouge, Béatrice, découvre un album photo et évolue dans une ville fictive évoquant Paris, Bruxelles et Anvers. L'album est favorablement accueilli par la critique généraliste,,,, et spécialisée,,. Mertens reçoit plusieurs récompenses : prix de la ville au festival BD de Sérignan et Prix Atomium de Bruxelles. L'album figure dans la sélection pour le prix de l'audace au festival de la bande dessinée d'Angoulême et le grand prix de la critique 2021.
En 2022, Mertens livre Nettoyage à sec, qui met en scène « un modeste employé quinquagénaire qui sert de chauffeur à la blanchisserie Bianca » dans « une Bruxelles fantasmée, au milieu des années 1970 ». Le Figaro relève des « planches gorgées d'eau et de lumière ». Cet album fait aussi l'objet d'un accueil critique favorable dans la presse généraliste,, et spécialisée,,,. Mertens reçoit à nouveau plusieurs récompenses la même année : le prix Victor Rossel de la bande dessinée et le prix Willy Vandersteen 2022.
En juin 2022, il vit à Rumst.

## Œuvres
- Béatrice[24],[25], Rue de Sèvres, Paris, 4 mars 2020
Scénario, dessin et couleurs : Joris Mertens -  (ISBN 978-2-8102-1625-3)
- Nettoyage à sec[26],[27], Rue de Sèvres, Paris, 20 avril 2022
Scénario, dessin et couleurs : Joris Mertens -  (ISBN 978-2-8102-0170-9) — traduction de Maurice Lomré.

## Prix et distinctions
- 2020 : 
  -  Les Talents Cultura pour Béatrice[28] ;
  -  prix de la ville au festival BD de Sérignan pour Béatrice[1] ;
- 2021 :  prix Atomium de Bruxelles pour Béatrice[15] ;
- 2022 : 
  -  prix Victor Rossel de la bande dessinée 2022 pour Nettoyage à sec[29] ;
  -  prix Willy Vandersteen 2022 pour Nettoyage à sec[22].

### Documentation
- Daniel Couvreur, « Béatrice ouvre les portes d’un monde nouveau », Le Soir,‎ 21 mars 2020 (lire en ligne , consulté le 2 janvier 2023).
- Daniel Couvreur et Joris Mertens (int.), « François est en permanence dans les coulisses de la vie », Le Soir,‎ 18 juin 2022 (lire en ligne , consulté le 2 janvier 2023).
- Nicolas Ancion, « Nettoyage à sec, de Joris Mertens : Bruxelles comme on ne l'a jamais lue », ActuaLitté,‎ 20 avril 2022 (lire en ligne).